# Husson
Husson je priimek več oseb:
- Edmond-Edouard Husson, francoski general
- Paul-Louis Husson, francoski general